# Amor a mil
Amor a mil es una telenovela colombiana en coproducción Buena Vista Internacional para Caracol Televisión en 2001. Esta protagonizada por Manolo Cardona y Patricia Vásquez, con las participaciones antagónicas de  Margarita Ortega y Luis Fernando Hoyos, cuenta además con el debut actoral de Karen Martínez en telenovelas y las actuaciones estelares de los primeros actores Julio César Luna y Gloria Gómez. La historia fue ambientada en el mundo del automovilismo.

## Sinopsis
Esta es la historia de Alejandra (Patricia Vásquez) y John Héctor (Manolo Cardona). Ella es amante número uno de la velocidad, siempre ha soñado con correr pero su padre se lo impide. Él es un mecánico de barrio con una pasión frustrada por los carros.
Alejandra se casará con Gabriel (Luis Fernando Hoyos), un afamado piloto pero el cual la engaña con cualquier mujer, incluyendo a su mejor amiga Magnolia (Margarita Ortega), para él: "Alejandra es el máximo trofeo de la Fórmula 1". Pero su relación se verá amenazada con la llegada de John Héctor a su vida. Lo que no saben ambos es que el padre de Alejandra, el señor Augusto Guerrero (Julio César Luna), es en realidad el causante de la muerte del padre de John Hector y de la ruina de su familia.

## Elenco
- Patricia Vásquez - Alejandra Guerrero
- Manolo Cardona - John Héctor Afanador
- Margarita Ortega - Magnolia Guzmán (Villana principal)
- Luis Fernando Hoyos - Gabriel Ferrara (Villano principal)
- Julio César Luna - Augusto Guerrero
- Karen Martínez - Diana McKenzie
- Gloria Gómez - Doña Julia
- Hernando Casanova - Vicente Secretario
- Fernando Arévalo - Roberto Gordillo
- Patricia Polanco - Mila de Ferrara
- Carlos Humberto Camacho - Enrique Guerrero
- Javier Gnneco - Manuel Guzmán
- Sergio Borrero - Emiliano
- Julián Román - Kevin Abelardo McKenzie
- Joavany Álvarez - Camilo Yucatán
- Claudia Arroyave - Isabel Afanador
- Alejandra Dominguez Jurado - Laisa
- John Ceballos - Gerardo "Geraldine"
- Julio Escallón - Mario Francisco 'Pacho' Jaimes
- Álvaro Lemmon - Jesús McKenizie
- Andrés Martínez - Sebastián Yucatán
- Luis Alfredo Velasco - Gustavo
- Consuelo Moure - Miryam de Guerrero
- Eleazar Osorio
- Valerie Bertagnini
- Miguel Varoni - Pedro Coral Tavera (crossover con Pedro el escamoso)

## Ficha técnica
- Dirección General: Harold Trompetero / Sergio Osorio
- Argumento: Natalia Ospina
- Libretos: Natalia Ospina / Andrés Salgado
- Productor Ejecutivo: Mauricio Ruiz
- Edición: Luz Dary Alarcón
- Director Asistente: Luís Orjuela
- Departamento de Música: Alejandro Gómez
- Música Original: Fernando Gómez Santos

## Datos
- Harold Trompetero dirigió 100 capítulos de la historia y Sergio Osorio se encargó del resto de episodios.